# Приморье (судно)
Среднее добывающее судно (СДС) проекта 13020 типа «Приморье» — среднетоннажное промысловое судно, предназначенное для промысла рыбы и нерыбных объектов с помощью различных орудий лова.
Головное судно серии «СДС-001» было построено на Сретенском судостроительном заводе в 1988 году.

## Общее описание
СДС пр.13020 представляет собой однопалубный одновинтовой теплоход с баком, средним расположением двухъярусной надстройки и жилого блока, кормовым расположением машинного отделения и носовым расположение грузового трюма.
Судно и его модификации имеют следующие технический характеристики:
| Характеристика                     | СДС пр. 13020 | СДС пр. 13030 | СДС пр. 13031 |
| ---------------------------------- | ------------- | ------------- | ------------- |
| Длина наибольшая, м                | 39,9          | 41,87         | 41,9          |
| Длина между перпендикулярами, м    | 35,4          | 37,15         | 36,6          |
| Ширина, м                          | 8,9           | 8,9           | 8,9           |
| Высота борта, м                    | 4,6           | 4,6           | 4,6           |
| Осадка в грузу/по КВЛ, м           | 3,2/3,0       | 3,2/3,0       | 3,2           |
| Водоизмещение порожнем, т          |               |               |               |
| базового судна                     | 411           | 411           | 430           |
| различных вариантов                | 425—445       | 425—445       | —             |
| Водоизмещение по грузовую марку, т | 596           | 596           | 605           |
| Дедвейт, т                         | 112           | 112           | 186           |
| Грузоподъемность, т                | 50            | 50            | —             |
| Грузовместимость, куб.м.           | 95            | 95            | —             |
| Валовая/чистая вместимость         | 372/111       | 372/111       | 368/109       |
| Скорость хода в грузу, уз          | 10,3          | 10,3          | 10,4          |
| Автономность, сут                  | 15            | 15            | 15            |
| Экипаж, чел                        | 16            | 16            | 16            |

### Судовая энергетическая установка
Главная энергетическая установка — дизель-редукторный агрегат ДРА-600. Главный двигатель 6ЧН18/22 имеет номинальную мощность 441 кВт (600 л. с.) при 1000 об/мин.
Обеспечение судовых потребителей переменным током напряжением 400В производится тремя дизель-генераторами мощностью по 75 кВт.